# 美国肺脏协会
美国肺脏协会(American Lung Association, ALA)是一个非营利的组织, "战胜一切形式的肺病、 特别注重哮喘、吸烟控制及环境健康"。 美国肺脏协会的资助来自民众捐款、公司资助，各种基金会和政府机构捐赠。美国肺脏协会的工作主要通过成千上万的志愿者和工作人员来完成的。

## 历史
- 1904年，美国肺脏协会的前身是(美国)全国结核病防治协会(National Association for the Study and Prevention of Tuberculosis)， 重点研究和预防结核病。
- 1919年，(美国)全国结核病防治协会改名为(美国)全国结核病协会(National Tuberculosis Association, NTA).
- 1944年，赛尔曼·A·瓦克斯曼对结核病患者试验链霉素. 1952年获诺贝尔奖.
- 1968年，再改名为(美国)全国结核病及呼吸系统疾病协会(National Tuberculosis and Respiratory Disease Association)。
- 1973年，改为现名美国肺脏协会。